# Бернхард I фон Еберщайн
Бернхард I фон Еберщайн (на немски: Bernhard I von Eberstein; * 1381; † 7 февруари 1440) от швабската графска фамилия Еберщайни е граф на Еберщайн в Ной-Еберщайн при Гернсбах в северен Шварцвалд.

## Произход
Той е син на граф Вилхелм II фон Еберщайн († 1385) и съпругата му Маргарета фон Ербах-Ербах († 1395), вдовица на Конрад VI фон Вайнсберг-Бикенбах († 1366), дъщеря на шенк Еберхард VIII фон Ербах-Ербах и графиня Елизабет фон Катценелнбоген.
Брат е на Вилхелм III фон Еберщайн († 29 декември 1431), граф на Еберщайн.
Бернхард I граф фон Еберщайн умира на 7 февруари 1440 г. и е погребан във Фрауеналб.

## Фамилия
Бернхард I фон Еберщайн се жени между 20 септември 1419 и 21 февруари 1420 г. за Агнес фон Финстинген-Бракенкопф († сл. 13 май 1440), дъщеря на граф Йохан III фон Финстинген († сл. 1443) и Аделхайд фон Лихтенберг († сл. 1429). Те имат децата:
- Агнес († 1456), омъжена ок. 1446 г. за граф Фридрих II фон Хелфенщайн-Визенщайген (1408 – 1483)
- Аделхайд († 18 юли 1505), омъжена 1442/1447 г. за Петер III Фридрих фон Хевен-Хоентринс († сл. 1471)
- Маргарета († 23 декември 1469), омъжена за Хайнрих фон Щофелн-Юстинген, капитан на Ротенбург
- Йохан (Ханс) (* 1 юни 1421; † 1479), граф на Еберщайн в Ной-Еберщайн, женен на 16 октомври 1435 г. за Мария фон Епщайн († сл. 29 юни 1463)
- Бернхард II (* 6 ноември 1430; † 1502 в Щутгарт), граф на Еберщайн в Ной-Еберщайн, женен за Катарина † 15 февруари 1501)

Бернхард I фон Еберщайн (1420) има един син:
- Вилхелм фон Еберщайн († сл. 1451)